# Vividred Operation
Vividred Operation (яп. ビビッドレッド・オペレーション Бибиддорэддо Опэрэ:сён) — аниме производства A-1 Pictures и режиссёра Кадзухиро Такамура. В Японии аниме транслировалось в период с 11 января по 29 марта 2013 года, а также было лицензировано для показа в Северной Америке Aniplex of America и на территории Австралии компанией Madman Entertainment. ASCII Media Works было создано две манги адаптации, которые издаются в журнале Dengeki G's Magazine. На основе аниме компанией Namco Bandai Games была создана игра, которая выйдет на PS3 в июне 2013 года.

## Сюжет
История разворачивается в будущем, после изобретения «Двигателя воплощения», позволившего разрешить энергетический кризис и обеспечившего мир на планете. Главная героиня, Аканэ Иссики живет мирной жизнью с её семьей, когда на Землю нападают инопланетяне, известные как «Одиночки», желающие уничтожить двигатель. Аканэ приходится надеть специальный боевой костюм и встать на защиту планеты.

## Персонажи

### Главные персонажи
Аканэ Иссики (яп. 一色 あかね Иссики Аканэ) — главная героиня, энергичная и веселая девочка, которая живет со своей младшей сестрой Момо и их дедушкой Кэндзиро Иссики. Она подрабатывает перед школьными занятиями, развозя газеты, чтобы обеспечить своих родных.
Сэйю: Аянэ Сакура
Аой Футаба (яп. 二葉 あおい Футаба Аой)
Сэйю: Риэ Муракава
Вакаба Саэгуса (яп. 三枝 わかば Саэгуса Вакаба)
Сэйю: Юка Оцубо
Химавари Синомия (яп. 四宮 ひまわり Синомия Химавари)
Сэйю: Ая Утида
Рэй Куроки (яп. 黒騎 れい Куроки Рэй)
Сэйю: Маая Утида

### Второстепенные персонажи
Момо Иссики (яп. 一色 もも Иссики Момо)
Сэйю: Асука Огамэ
Кэндзиро Иссики (яп. 一色 健次郎 Иссики Кэндзиро)
Сэйю: Масаки Тэрасома
Мидзуха Амаги (яп. 天城 みずは Амаги Мидзуха)
Сэйю: Харука Ямадзаки
Юри Сидзё (яп. 紫条 悠里 Сидзё Юри)
Сэйю: Мика Дой

### Антагонисты
Ворона (яп. カラス Карасу) — её происхождение неизвестно, она выступает посредником между «Одиночками» и Рэй. Заключила соглашение с Рэй, которой она манипулирует в оказании помощи «Одиночкам» для разрушения «Двигателя воплощения». Обещая при этом восстановить её разрушенный мир и воссоединить её с родителями. Она постоянно наказывает Рэй при провале задания с помощи татуировки на шее из перьев в виде цветка. В последних сериях принимает форму «Одиночки» «Падший Ангел» и пытается уничтожить Землю, но её останавливают совместными усилиями девочки.

## СМИ

### Манга
Первая манга иллюстрирована Котамару Vividred Operation: The 4-koma Viviop (яп. ビビッドレッド・オペレーション The 4コマ びびおぺ Бибиддорэддо Опэрэ:сён 4 Кома Бибиопэ) издается ASCII Media Works в журнале Dengeki G's Magazine с ноября 2012 года. О начале адаптации второй манги с иллюстрациями Коумэ Кэито Vividred Operation (яп. ビビッドレッド・オペレーション Бибиддорэддо Опэрэ:сён) было объявлено в мае 2013 года, первый том был издан в журнале Dengeki G's Magazine 27 февраля 2013 года.